# Provincia de Siem Riep
La Provincia de Siem Riep es una provincia del Reino de Camboya localizada al noroeste del país y cuya capital es la Ciudad de Siem Riep. La traducción del nombre es: Siem se refiere a siamés, de Siam, es decir, tailandés y Riep traduce "Caída, derrota", es decir, "La derrota de los tailandeses". La Provincia limita: N Provincia de Oddar Mean Chey, E Provincia de Preah Wijía y Provincia de Kompung Thom, S Lago Sap, Provincia de Pursat y Provincia de Battambang, O Provincia de Banteay Mean Chey.

## Historia
La Provincia es la más directamente relacionada con el pasado glorioso del Imperio jemer, pues en su territorio estuvo la antigua capital, la Ciudad Sagrada de Angkor, cuyas ruinas arqueológicas quedan a unos pocos kilómetros al norte de la moderna Ciudad de Siem Riep. 
El primer rey angkoriano, Jayavarman II que gobernó entre 802 y 850, inauguró la unificación del territorio jemer, que comprendía casi todo el territorio del Sudeste asiático en Phnom Kulen, a 40 km al noreste de Angkor.
El rey Suryavarman II sería el gran constructor, quien iniciaría no solo la magnifeciencia de los templos, Prasat, sino de un complejo y sorprendente sistema hidráulico que demuestra lo avanzado de la civilización jemer.
Después de los saqueos de los siameses a Angkor en 1431, la corte se mueve definitivamente al sureste del país, a la Ciudad de Udom y Phnom Penh y la Ciudad Sagrada caerá en el olvido hasta que los franceses la descubren en la década de los 60 del siglo XIX. Poco a poco la Provincia regresa a ser el centro de atención de la historia y el punto de referencia histórico de los camboyanos. 
En una de las innumerables batallas contra las intenciones expansionistas de Tailandia después de la decadencia del Imperio jemer, los guerreros jemer pudieron derrotar a los tailandeses en el sitio y de ahí viene el nombre de la Provincia. 
Durante la constitución de la Kampuchea Democrática, el complejo arqueológico sufrió de las intenciones de destrucción por parte de los Jemeres rojos quienes no solo detuvieron los trabajos de investigación, recuperación y restauración, sino que mataron a muchos de los que en ello estaban trabajando.
En la actualidad la Provincia de Siem Riep, junto a Ciudad de Phnom Penh y a la Ciudad de Sihanoukville, son los mayores receptores del turismo internacional.

## Geografía
La Provincia cuenta con un aeropuerto que la comunica con el Aeropuerto Internacional de Pochengton en Phnom Penh y con el Aeropuerto Internacional de Bangkok. Forma parte de la llanura camboyana y su sur está bordeado por el Lago Sap, una importante reserva en pesca y fauna acuática. La Provincia es además rica en un complejo arqueológico que se conecta por todo su territorio y que es la principal atracción.

## División política
La Provincia se divide en 13 distritos:
- 1701 Angkor Chum អង្គរជុំ
- 1702 Angkor Thom អង្គរធំ
- 1703 Banteay Srei បន្ទាយស្រី
- 1704 Chi Kraeng ជីក្រែង
- 1706 Krolañ ក្រលាញ់
- 1707 Puok ពួក
- 1709 Prasat Bakong ប្រាសាទ បាគង
- 1710 Ciudad de Siem Riep សៀមរាប
- 1711 Soutr Nikom សូត្រនិគម
- 1712 Srei Snam ស្រីស្នាម
- 1713 Svay Leu ស្វាយលើ
- 1714 Varín វារីន